# Niemenkari (ö i Birkaland)
Niemenkari är en ö i Finland. Den ligger i sjön Kyrösjärvi och i kommunen Ikalis i den ekonomiska regionen  Nordvästra Birkalands ekonomiska region  och landskapet Birkaland, i den sydvästra delen av landet, 200 km nordväst om huvudstaden Helsingfors. Öns area är 0,7 hektar och dess största längd är 140 meter i öst-västlig riktning.